# Ljuskronad cistikola
Ljuskronad cistikola (Cisticola cinnamomeus) är en fågel i familjen cistikolor inom ordningen tättingar. Den förekommer i fuktiga gräsmarker i centrala och södra Afrika. Beståndet anses vara livskraftigt.

## Utseende och läte
Ljuskronad cistikola är en mycket liten cistikola med kort stjärt och streckad brun fjäderdräkt. Hane i häckningsdräkt är karakteristisk med ljus hjässa och mörk tygel. Hona och hane utanför häckningstid har streckad hjässa och är därmed mycket lik molncistikola (Cisticola textrix), knäppcistikola (Cisticola ayresii) och andra små cistikolor, i fält möjligen åtskilda endast av lätet. Sången består av ljusa visslingar som alterneras med rader av mörkare "cheewa".

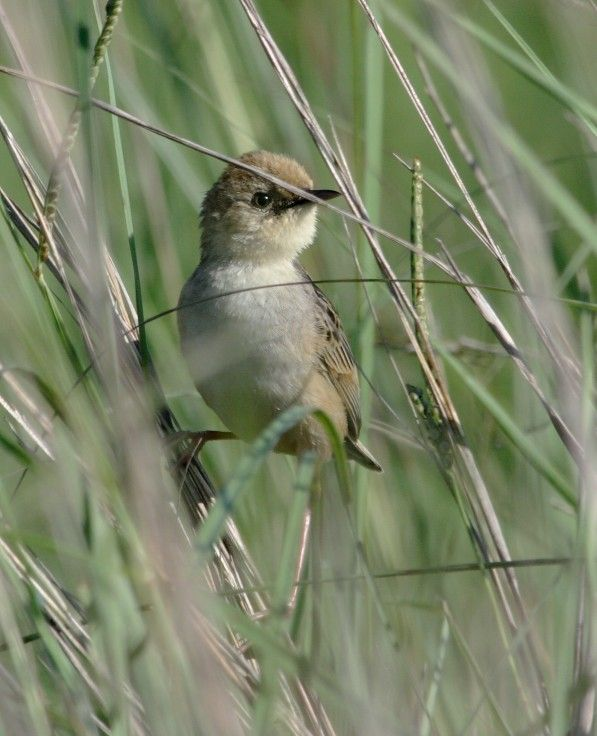
Ljuskronad cistikola fotograferad i Sydafrika.

## Utbredning och systematik
Ljuskronad cistikola förekommer i Afrika från Gabon och södra Tanzania till Sydafrika. Den delas upp i tre underarter med följande utbredning:
- Cisticola cinnamomeus midcongo – förekommer i sydöstra Gabon på Tekeplatån
- Cisticola cinnamomeus cinnamomeus – förekommer från södra Tanzania till sydöstra Demokratiska republiken Kongo, Zambia, Zimbabwe, Botswana och Angola
- Cisticola cinnamomeus egregius – förekommer från södra Moçambique till Sydafrika

Tidigare betraktades den som en underart till brun cistikola (Cisticola brunnescens). 

### Familjetillhörighet
Cistikolorna behandlades tidigare som en del av den stora familjen sångare (Sylviidae). Genetiska studier har dock visat att sångarna inte är varandras närmaste släktingar. Istället är de en del av en klad som även omfattar timalior, lärkor, bulbyler, stjärtmesar och svalor. Idag delas därför Sylviidae upp i ett antal familjer, däribland Cisticolidae.

## Levnadssätt
Ljuskronad cistikola hittas i fuktiga gräsmarker. Där för den en tillbakadragen tillvaro under större delen av året, men kan ses spelflyga under häckningstid.

## Status
Arten har ett stort utbredningsområde och internationella naturvårdsunionen IUCN kategoriserar arten som livskraftig. Beståndsutvecklingen är dock oklar.